# Centre technique de la chimie
Le Centre technique de la chimie (CTC) est un centre technique tunisien d'intérêt public et économique sous la tutelle du ministère de l'Industrie.
Le CTC est créé par la loi no 94-123 du 28 novembre 1994 pour développer et promouvoir le secteur des industries de la chimie en Tunisie. Il est actif aussi bien sur le plan national qu'international et entretient d'étroites relations de coopération avec diverses institutions et organisations.

## Missions
Les missions du centre visent à apporter conseil, assistance et soutien aux entreprises industrielles et artisanales du secteur du chimie. Le CTC agit en faveur de la croissance et du développement du secteur en mettant au service des entreprises les actions suivantes :
- assistance technique et conseil ;
- analyses, essais en laboratoire et étalonnage ;
- formation ;
- recherche et développement ;
- promotion industrielle ;
- information et communication.